# Caychax-et-Senconac
Caychax-et-Senconac község Franciaország Okcitánia régiójában, Ariège megyében. Új községként 2025. január 1-jén jött létre két korábbi község: Caychax és Senconac egyesítésével. Lakosainak száma 20 fő (2022. január 1.).

## Népesség
| 2021 | 22 |
| 2022 | 20 |